# Česká Rybná
Česká Rybná (německy Böhmisch Rybna) je malá obec v okrese Ústí nad Orlicí. Nachází se v Žamberské pahorkatině asi 7 km západně od Žamberka. Žije zde 368 obyvatel. Obec má ve znaku dvě ryby.

## Historie obce
Nejstarší dosud známá písemná zmínka o obci, původně zvané České Rybné, je z roku 1495, kdy Vilém z Pernštejna koupil hrad Litice a obec byla uvedena v soupise majetku. Jméno Rybná se jí dostalo podle většího počtu rybníčků u statků, avšak je možné, že jméno Rybná obec získala podle potoka, který jí protéká a který se jmenuje "Rybná" (potok se u Sopotnice vlévá do řeky Divoká Orlice). Přívlastek „Česká“ je odvozen ze starého méně svobodného práva českého, kterým byli obyvatelé vázáni vůči vrchnosti v 11. a 12. století. Ve 13. století patřila obec Česká Rybná jako podhradí k hradu Litice nad Orlicí. Obyvatelstvo bylo nuceno robotovat, včetně práce na stavbě hradu, kam obyvatelé z České Rybné dováželi hlavně stavební materiál, nejvíce vápno, které se těžilo a pálilo v prostoru moštárny na Herzánu.

## Osobnosti
- Bohuslav Tobiška (1914–1987) – československý vojenský letec, bojovník 311. československé bombardovací perutě RAF, poradce a osobní přítel etiopského císaře Haile Selassie I.
- Josef Zeman (1888–1918) – rodák z čp. 127, československý voják, příslušník čsl. legií v Itálii, jeden z 10 legionářů, kteří byli po upadnutí do rakouského zajetí během bitvy na Piavě odsouzeni k smrti a zastřeleni ještě téhož večera 15. června 1918 u vily Casa Montone (lokalita se též uvádí pod názvem Colle di Guarda) v katastru obce Susegana v provincii Treviso). Událost na místě připomíná dvojice pamětních desek v italském a českém jazyce (45°52′21,72″ s. š., 12°12′42″ v. d.); ostatky popravených byly po válce převezeny do Prahy, na Olšanské hřbitovy.